# Sogno di Bohème
Sogno di Bohème (So This is Love) è un film statunitense del 1953 diretto da Gordon Douglas.
Il film è la biografia romanzata del soprano Grace Moore, che morì nel 1947 in un incidente aereo. La cantante, soprannominata l'usignolo del Tennessee, era diventata famosa in tutto il mondo non solo come cantante lirica, ma anche come attrice, interpretando una serie di film musicali alla MGM e poi alla Columbia.

## Trama
Un'aspirante cantante deve affrontare numerosi ostacoli per convincere il padre a farla studiare canto, ma può contare sul provvidenziale aiuto di una zia. Dopo grandi sacrifici, riesce ad arrivare sui palcoscenici di Broadway, divenendo una beniamina del pubblico e riuscendo finalmente a debuttare nella lirica nel 1928, al Metropolitan, il tempio della lirica statunitense, ne La bohème di Giacomo Puccini.